# Мы все нужны
«Мы все нужны» (исп. Todos somos necesarios) — драматический фильм 1956 года режиссёра Хосе Антонио Ньевеса Конде о трёх мужчинах, которые освобождаются из тюрьмы и испытывают сомнения и сожаления относительно своего места в обществе. Фильм участвовал в испанской секции на Международном кинофестивале в Сан-Себастьяне в 1956 году, где получил награды за Лучший фильм, Лучшую режиссуру, лучший сценарий и лучшую мужскую роль.

## Сюжет
Отбыв наказание, трое заключенных — врач, работник поезда и вор покидают тюрьму. Они вместе возвращаются домой и анализируют свою жизнь. Врач должен был сделать операцию ребёнку, которого бросил отец-миллионер.

## В ролях
| Актёр              | Роль                            |
| ------------------ | ------------------------------- |
| Альберто Клозас    | доктор Джулиан Мартинес Вальдес |
| Фолько Лулли       | Иниеста, вор                    |
| Мануэль Александре | Фактор                          |
| Хосе Марко Даво    | Кампезино, многодетный отец     |
| Лида Баарова       | Лаура, секретарь                |
| Фердинанд Антон    | Николас                         |
| Рафаэль Дюран      | Рикардо Эспиноса                |
| Альберт Хэн        | Сакердот                        |
| Жозефина Киппер    | Елена, секретарь                |
| Райнер Пенкер      | полицейский                     |